# Causey
Causey es una villa ubicada en el condado de Roosevelt en el estado estadounidense de Nuevo México. En el Censo de 2010 tenía una población de 104 habitantes y una densidad poblacional de 10,45 personas por km².

## Geografía
Causey se encuentra ubicada en las coordenadas 33°49′20″N 103°4′30″O / 33.82222, -103.07500. Según la Oficina del Censo de los Estados Unidos, Causey tiene una superficie total de 9.95 km², de la cual 9.94 km² corresponden a tierra firme y (0.08%) 0.01 km² es agua.

## Demografía
Según el censo de 2010, había 104 personas residiendo en Causey. La densidad de población era de 10,45 hab./km². De los 104 habitantes, Causey estaba compuesto por el 67.31% blancos, el 0% eran afroamericanos, el 0.96% eran amerindios, el 0% eran asiáticos, el 0% eran isleños del Pacífico, el 29.81% eran de otras razas y el 1.92% pertenecían a dos o más razas. Del total de la población el 47.12% eran hispanos o latinos de cualquier raza.